# Williams FW07
Chronologie des modèles (1979)
Williams FW06 Williams FW07B
La Williams FW07 est la monoplace de Formule 1 engagée par l'écurie Williams F1 Team à partir du Grand Prix d'Espagne 1979,  cinquième manche de la saison 1979 de Formule 1. Elle est pilotée par l'Australien Alan Jones et le Suisse Clay Regazzoni, qui étaient tous dans l'écurie britannique la saison précédente. La FW07 est inspirée de la Lotus 79, en particulier pour l'effet de sol.

## Historique
Lors du premier Grand Prix de la FW07, en Espagne, Alan Jones et Clay Regazzoni se qualifient en milieu de grille, en treizième et quatorzième position. En course, aucun ne rallie l'arrivée, tout comme lors du Grand Prix suivant, en Belgique. Après cette sixième épreuve de la saison, Williams se classe sixième, avec quatre points, loin des 45 de Ferrari et des 44 de Ligier. Lors du Grand Prix de Monaco, si Jones abandonne au quarante-troisième tour à la suite d'un accident, Clay Regazzoni, élancé depuis la seizième position, termine deuxième, derrière le pilote Ferrari Jody Scheckter.
Lors du Grand Prix de France, les pilotes Williams terminent dans les points. En Grande-Bretagne, Alan Jones réalise la première pole position de sa carrière. L'Australien mène les trente-huit premiers tours avant d'abandonner sur casse de pompe à eau. Son coéquipier, qui était deuxième, prend alors la tête et remporte la cinquième et dernière victoire de sa carrière, la première de Williams.
Lors du Grand Prix suivant, en Allemagne, Jones, parti deuxième, prend la tête dès le premier tour et conserve cette place jusqu'au drapeau à damier ; son coéquipier termine second. En Autriche, le scénario est le même, à la seule différence que Regazzoni se classe cinquième. Aux Pays-Bas, tandis que Jones remporte sa troisième course consécutive, Regazzoni abandonne dès le premier tour après un accident. Lors du Grand Prix d'Italie, le Suisse termine troisième, tout comme lors de la manche suivante, à Montréal, où Alan Jones, auteur de la pole position et du meilleur tour en course, remporte la course et obtient le premier hat-trick de sa carrière. Lors de la dernière manche de la saison, aux États-Unis, aucun pilote Williams ne franchit la ligne d'arrivée, malgré la pole position de Jones.
Williams F1 Team termine deuxième du championnat des constructeurs avec 75 points, quatorze unités devant Ligier.
La Williams FW07 est à nouveau engagée lors de la saison 1980 de Formule 1, pour le premier Grand Prix de la saison, en Argentine. En effet, une seule Williams FW07B est disponible, réservée au pilote local Carlos Reutemann qui remplace Clay Regazzoni parti chez Ensign. Malgré cela, Alan Jones réalise la pole position, le meilleur tour en course et remporte la victoire, obtenant son deuxième et dernier hat-trick en Formule 1.
La monoplace britannique est ensuite engagée en Grands Prix à titre privé. En Grande-Bretagne, la Sud-Africaine Desiré Wilson et le Britannique Rupert Keegan participent à l'épreuve avec la FW07. Si Wilson ne parvient pas à se qualifier, Keegan s'élance de la dix-huitième position et termine onzième. L'année suivante, l'Espagnol Emilio de Villota engage une FW07 lors de son Grand Prix national mais ne participe pas à l'épreuve.

## Résultats détaillés en championnat du monde de Formule 1

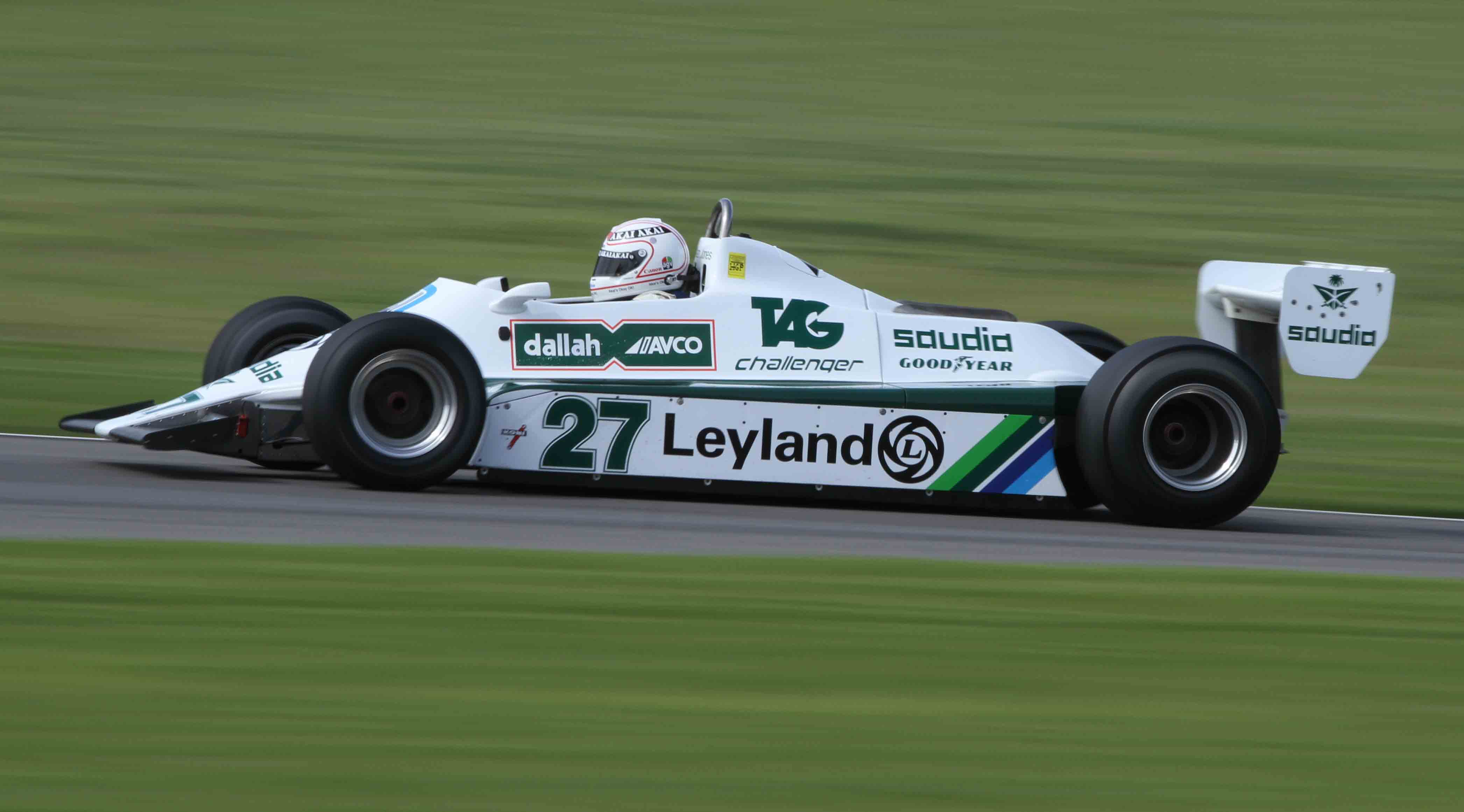
La Williams FW07 d'Alan Jones en démonstration en 2010

| Saison | Écurie                     | Moteur               | Pneus | Pilotes           | 1   | 2   | 3   | 4   | 5    | 6    | 7    | 8   | 9   | 10  | 11  | 12   | 13  | 14  | 15   | Points inscrits | Classement |
| ------ | -------------------------- | -------------------- | ----- | ----------------- | --- | --- | --- | --- | ---- | ---- | ---- | --- | --- | --- | --- | ---- | --- | --- | ---- | --------------- | ---------- |
| 1979   | Albilad-Saudia Racing Team | Ford-Cosworth DFV V8 | G     |                   | ARG | BRÉ | ADS | EUO | ESP  | BEL  | MON  | FRA | GBR | ALL | AUT | PB   | ITA | CAN | EUE  | 75*             | 2e         |
| 1979   | Albilad-Saudia Racing Team | Ford-Cosworth DFV V8 | G     | Alan Jones        |     |     |     |     | Abd. | Abd. | Abd. | 4   | Ret | 1   | 1   | 1    | 9   | 1   | Abd. | 75*             | 2e         |
| 1979   | Albilad-Saudia Racing Team | Ford-Cosworth DFV V8 | G     | Clay Regazzoni    |     |     |     |     | Abd. | Abd. | 2    | 6   | 1   | 2   | 5   | Abd. | 3   | 3   | Abd. | 75*             | 2e         |
| 1980   | Albilad-Saudia Racing Team | Ford-Cosworth DFV V8 | G     |                   | ARG | BRÉ | ADS | EUO | BEL  | MON  | FRA  | GBR | ALL | AUT | PB  | ITA  | CAN | EUE |      | 120**           | 1er        |
| 1980   | Albilad-Saudia Racing Team | Ford-Cosworth DFV V8 | G     | Alan Jones        | 1   |     |     |     |      |      |      |     |     |     |     |      |     |     |      | 120**           | 1er        |
| 1980   | RAM/Penthouse-Rizla Racing | Ford-Cosworth DFV V8 | G     | Rupert Keegan     |     |     |     |     |      |      |      | 11  | Nq. | 15  | Nq. | 11   | Nq. | 9   |      | 120**           | 1er        |
| 1980   | Brands Hatch Racing        | Ford-Cosworth DFV V8 | G     | Desiré Wilson     |     |     |     |     |      |      |      | Nq. |     |     |     |      |     |     |      | 120**           | 1er        |
| 1980   | RAM/Rainbow Jeans Racing   | Ford-Cosworth DFV V8 | G     | Kevin Cogan       |     |     |     |     |      |      |      |     |     |     |     |      | Nq. |     |      | 120**           | 1er        |
| 1980   | RAM/Rainbow Jeans Racing   | Ford-Cosworth DFV V8 | G     | Geoff Lees        |     |     |     |     |      |      |      |     |     |     |     |      |     | Nq. |      | 120**           | 1er        |
| 1981   | Equipe Banco Occidental    | Ford-Cosworth DFV V8 | M     |                   | EUO | BRÉ | ARG | SMR | BEL  | MON  | ESP  | FRA | GBR | ALL | AUT | PB   | ITA | CAN | LSV  | NC              | NC         |
| 1981   | Equipe Banco Occidental    | Ford-Cosworth DFV V8 | M     | Emilio de Villota |     |     |     |     |      |      | Ex   |     |     |     |     |      |     |     |      | NC              | NC         |

Légende : ici  

* 4 points marqués avec la Williams FW06 

** 9 points marqués avec la Williams FW07B